# Liste der Biografien/Schop
Liste der Biografien |
Portal Biografien |
Personensuche
# |
A |
B |
C |
D |
E |
F |
G |
H |
I |
J |
K |
L |
M |
N |
O |
P |
Q |
R |
S |
T |
U |
V |
W |
X |
Y |
Z |
?
 
Sa |
Sb |
Sc |
Sd |
Se |
Sf |
Sg |
Sh |
Si |
Sj |
Sk |
Sl |
Sm |
Sn |
So |
Sp |
Sq |
Sr |
Ss |
St |
Su |
Sv |
Sw |
Sy |
Sz
 
Sca–Sce |
Sch |
Sci–Scz
 
Scha |
Schc |
Schd |
Sche |
Schg |
Schi |
Schj |
Schk |
Schl |
Schm |
Schn |
Scho |
Schp |
Schr |
Schs |
Scht |
Schu |
Schv |
Schw |
Schy
 
Schoa |
Schob |
Schoc |
Schod |
Schoe |
Schof |
Schog |
Schoh |
Schoi |
Schok |
Schol |
Schom |
Schon |
Schoo |
Schop |
Schor |
Schos |
Schot |
Schou |
Schov |
Schow |
Schoy
Die Liste der Biografien führt alle Personen auf, die in der deutschsprachigen Wikipedia einen Artikel haben. Dieses ist eine Teilliste mit 205 Einträgen von Personen, deren Namen mit den Buchstaben „Schop“ beginnt.

## Schop
- Schop, Johann († 1667), deutscher Komponist

### Schope
- Schöpe, Jakob (* 1999), deutscher Basketballspieler
- Schöpe, Viola (* 1963), deutsche Künstlerin
- Schöpel, Julius (1823–1902), deutscher Zeichner, Lithograf, Maler und Hochschullehrer
- Schopen, Christian (* 1958), deutscher Fußballspieler
- Schopen, Edmund (1882–1961), deutscher Geistlicher, Schriftsteller, Pädagoge und Historiker
- Schopen, Ludwig (1799–1867), deutscher Klassischer Philologe
- Schopenhauer, Adele (1797–1849), deutsche Schriftstellerin und Scherenschnittkünstlerin
- Schopenhauer, Andreas (1720–1793), deutscher Kaufmann und Großvater von Arthur Schopenhauer
- Schopenhauer, Arthur (1788–1860), deutscher PhilosophArthur Schopenhauer (1788–1860)

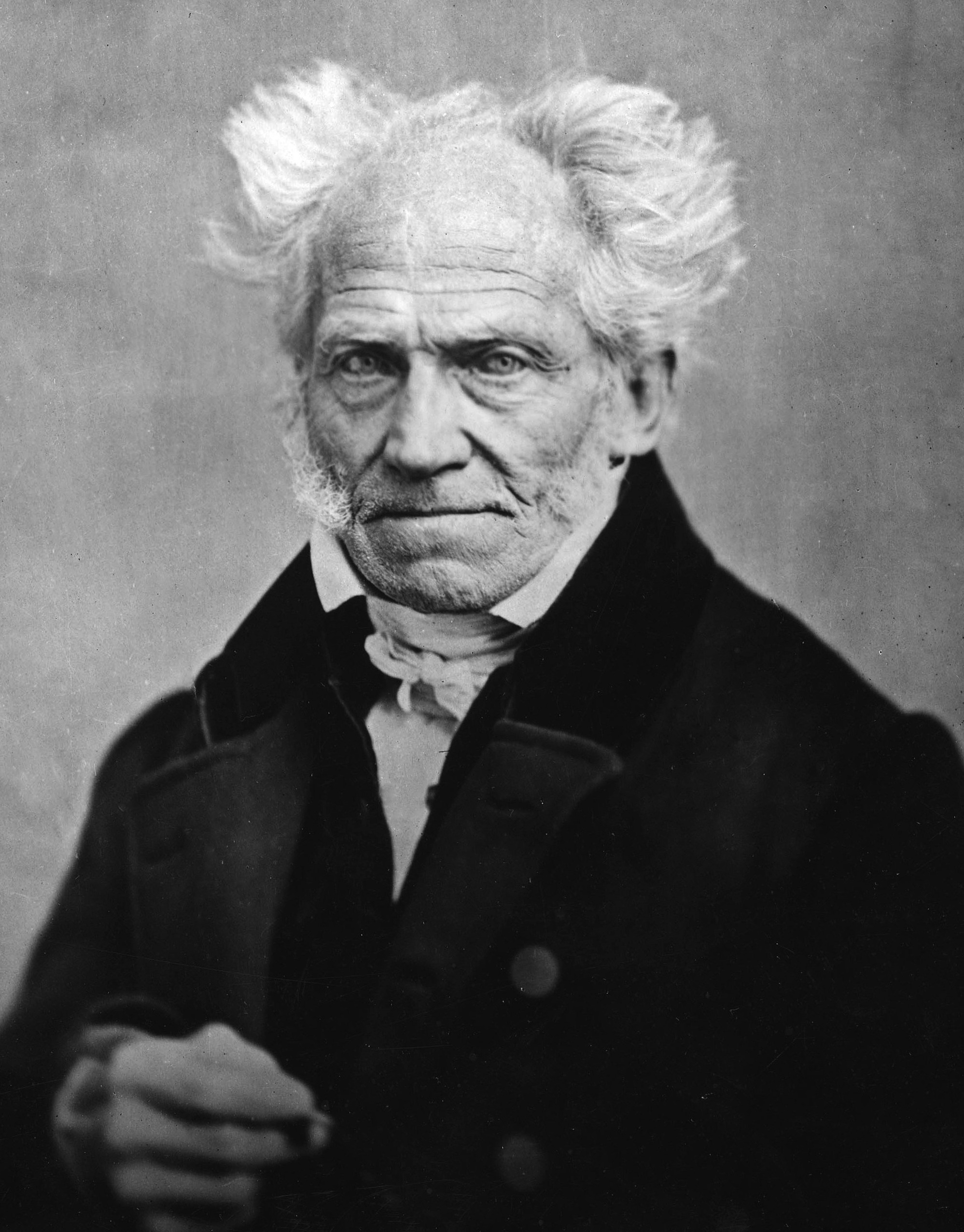
Arthur Schopenhauer (1788–1860)

- Schopenhauer, Gabriele (* 1951), deutsche Politikerin (SPD), Stadtpräsidentin von Lübeck
- Schopenhauer, Heinrich Floris (1747–1805), Großkaufmann in Danzig und Hamburg und Vater von Arthur Schopenhauer
- Schopenhauer, Johann (* 1670), Kaufmann in Danzig
- Schopenhauer, Johanna (1766–1838), deutsche Schriftstellerin und Salonière
- Schoper, Yvonne (1965–2023), deutsche Wirtschaftsingenieurin, Projektmanagerin und Hochschullehrerin

### Schopf
- Schöpf, Albert (1906–1980), österreichischer Politiker (ÖVP), Abgeordneter zum Nationalrat, Mitglied des Bundesrates
- Schöpf, Alessandro (* 1994), österreichischer FußballspielerAlessandro Schöpf (* 1994)

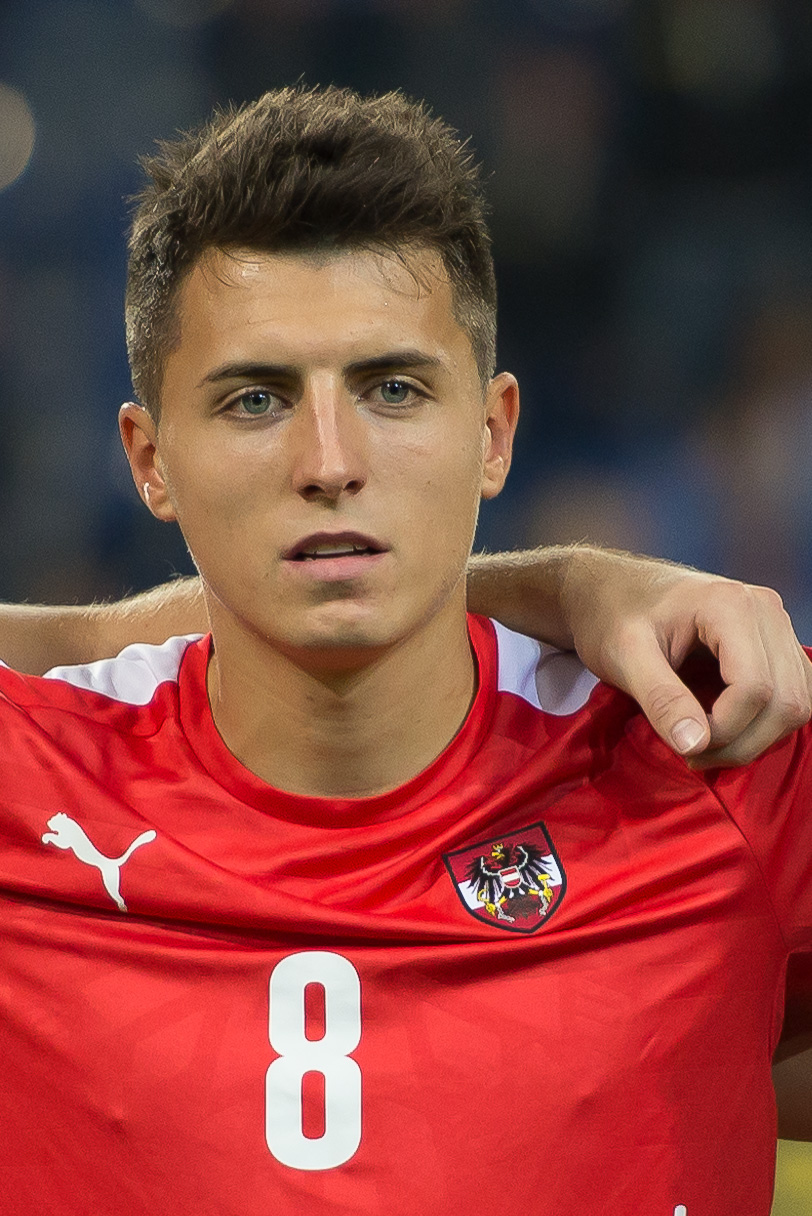
Alessandro Schöpf (* 1994)

- Schopf, Alfred (1922–2006), deutscher Anglist, Sprachwissenschaftler und Hochschullehrer
- Schöpf, Alfred (1938–2018), deutscher Philosoph
- Schöpf, Alois (* 1950), österreichischer Schriftsteller und Kolumnist
- Schopf, Andreas (* 1984), österreichischer Naturbahnrodler
- Schöpf, Andreas (* 1985), österreichischer Naturbahnrodler
- Schopf, Andreas Joseph (1743–1813), österreichischer Theaterprinzipal
- Schöpf, Caja (* 1985), deutsche Freestyle-Skierin
- Schopf, Christian (* 1988), österreichischer Naturbahnrodler
- Schöpf, Christine, österreichische Hörfunk- und Fernsehjournalistin
- Schöpf, Clemens (1899–1970), deutscher organischer Chemiker
- Schöpf, Daniel (* 1990), österreichischer Fußballspieler
- Schopf, Eduard (1893–1935), deutscher Kaufmann in Bremen und Gründer der Firma Eduscho
- Schöpf, Egon (* 1925), österreichischer Skirennläufer
- Schöpf, Emily (* 2000), österreichische Skirennläuferin
- Schöpf, Erwin (1936–2018), deutscher Mediziner
- Schöpf, Georg (1893–1962), deutscher Politiker (SPD), MdL Bayern
- Schöpf, Gotthard (* 1984), österreichischer Leichtathlet
- Schöpf, Gundulfa (1885–1963), deutsche Ordensschwester
- Schöpf, Günter (* 1970), österreichischer Militär
- Schopf, Gustav (1899–1987), deutscher Maler
- Schopf, Hannes (1947–2020), österreichischer Journalist
- Schöpf, Heinrich (1809–1879), Bürgermeister und Abgeordneter
- Schöpf, Hermann von (1886–1950), deutscher Offizier und SA-Führer
- Schöpf, Ingeborg, österreichische Sängerin (Sopran)
- Schopf, J. William (* 1941), US-amerikanischer Paläontologe
- Schopf, Jacob (* 1999), deutscher KanuteJacob Schopf (* 1999)

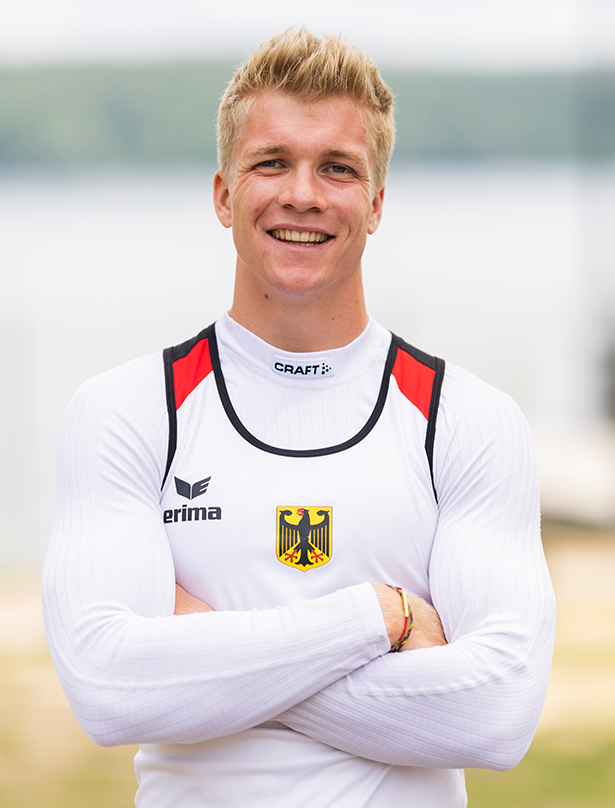
Jacob Schopf (* 1999)

- Schöpf, Jakob (1665–1715), deutscher Kunstschreiner und Bildhauer
- Schopf, James M. (1911–1978), US-amerikanischer Paläontologe und Geologe
- Schöpf, Johann Adam (1702–1772), Maler des Barock
- Schöpf, Johann David (1752–1800), deutscher Naturforscher
- Schöpf, Johann Nepomuk (1733–1798), Maler des Barock
- Schöpf, Joseph (1745–1822), österreichischer Maler
- Schöpf, Ludwig (1843–1918), deutscher Wachszieher, Bürgermeister und Politiker (Zentrum), MdR
- Schöpf, Marvin (* 1998), österreichischer Fußballspieler
- Schöpf, Oliver (* 1990), österreichischer Fußballspieler
- Schöpf, Otto (1863–1929), deutscher Heimatschriftsteller und Chefredakteur des Mülheimer Generalanzeigers
- Schopf, Otto (1870–1913), deutscher Theologe des Bundes Freier evangelischer Gemeinden (BFeG)
- Schöpf, Patrick (* 1969), Schweizer Eishockeytorwart
- Schöpf, Peter (1805–1875), deutscher Bildhauer
- Schopf, Philipp († 1598), Mediziner, Stadtarzt in Kreuznach und Pforzheim, Hofarzt und Gymnasialprofessor in Durlach
- Schöpf, Regina (1935–2008), österreichische Skirennläuferin
- Schöpf, Riccardo (* 2001), österreichischer Wintersportler
- Schopf, Sylvia (* 1956), deutsche Schauspielerin, Journalistin und Schriftstellerin
- Schöpf, Thomas (1520–1577), Schweizer Arzt, Stadtphysicus von Bern und Kartograf
- Schopf, Thomas (* 1989), österreichischer Naturbahnrodler
- Schopf, Thomas J. M. (1939–1984), US-amerikanischer Paläontologe
- Schopf, Tino (* 1974), deutscher Politiker (SPD), MdA
- Schopf, Tobias (* 1985), österreichischer Handballspieler
- Schopf, Walter (* 1956), österreichischer Gewerkschafter und Politiker (SPÖ), Abgeordneter zum Nationalrat
- Schopf, Wolfgang (* 1983), österreichischer Naturbahnrodler
- Schöpfer, Aemilian (1858–1936), österreichischer katholischer Geistlicher und Politiker, Landtagsabgeordneter, Abgeordneter zum Nationalrat
- Schöpfer, Anton (1877–1960), österreichischer Verwaltungsjurist im Eisenbahnwesen
- Schöpfer, Aron (* 1960), deutscher Fußballspieler
- Schöpfer, Carl (1811–1876), deutscher Schriftsteller, Journalist und Privatgelehrter
- Schöpfer, Franz (1798–1864), württembergischer Oberamtmann
- Schöpfer, Franz Xaver (1754–1828), österreichischer Politiker, Bürgermeister von St. Pölten
- Schöpfer, Franz Xaver († 1855), österreichischer Pharmazeut, Mediziner und Naturforscher
- Schöpfer, Franziska (1763–1836), deutsche Porträt- und Miniaturmalerin, Kupferstecherin und Lithografin
- Schöpfer, Friedrich (1825–1903), österreichischer Advokat und Künstler
- Schöpfer, Gerald (* 1944), österreichischer Wissenschafter und Politiker (ÖVP), LandtagsabgeordneterGerald Schöpfer (* 1944)

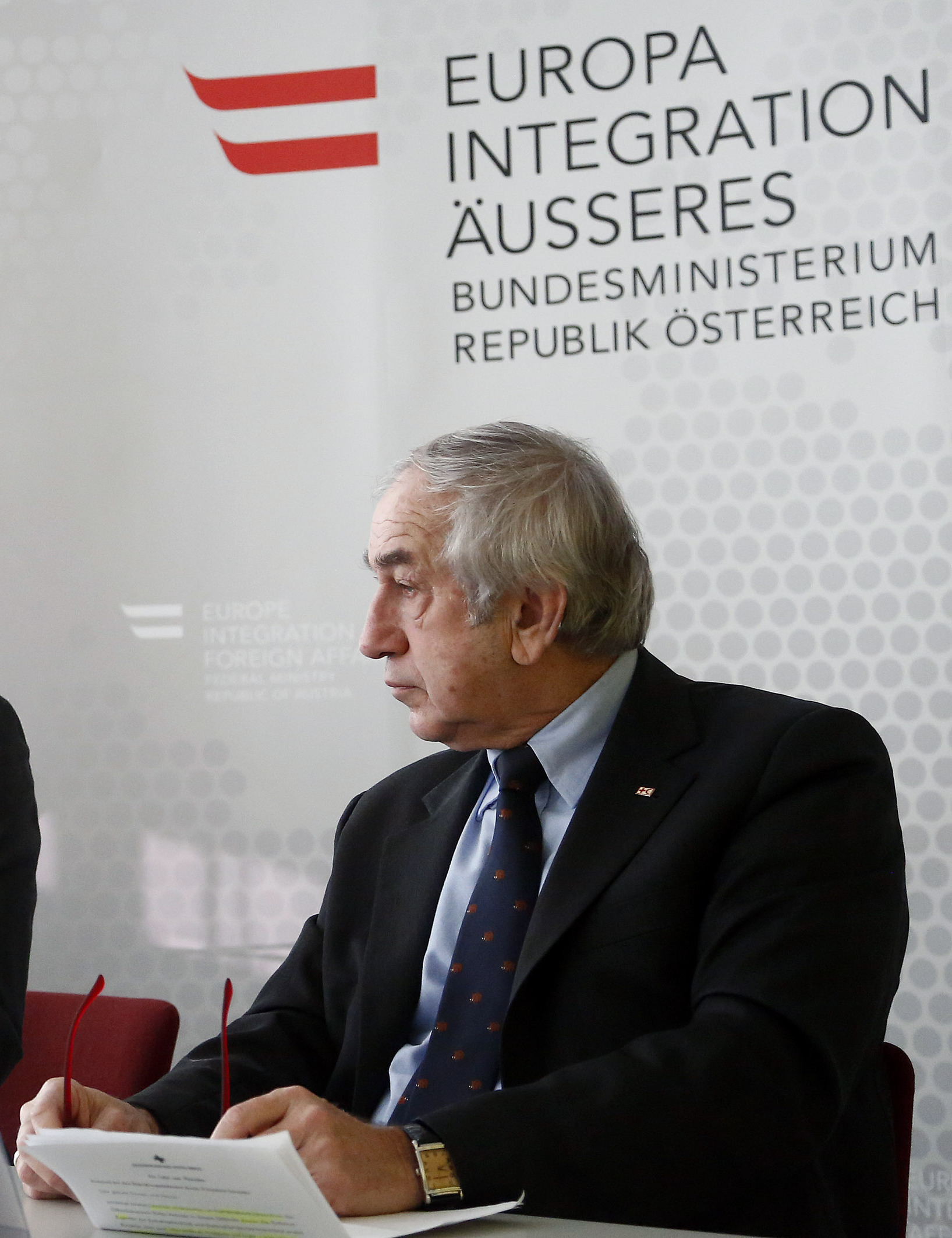
Gerald Schöpfer (* 1944)

- Schöpfer, Hans (* 1940), Schweizer bildender Künstler und Bildhauer
- Schöpfer, Ida (1929–2014), Schweizer Skirennläuferin
- Schöpfer, Jo (* 1951), deutscher Bildhauer
- Schöpfer, Jonas (* 1996), Schweizer Langstreckenläufer
- Schopfer, Peter (* 1938), deutscher Botaniker
- Schöpfer, Robert (1869–1941), Schweizer Politiker
- Schöpfer, Siegfried (1908–2007), deutscher Meteorologe
- Schöpfer, Tina (* 1975), deutsche Politikerin (Bündnis 90/Die Grünen)
- Schopfer, William-Henri (1900–1962), Schweizer Biologe
- Schöpfer-Volderauer, Maria (1904–1994), österreichische Schriftstellerin
- Schöpff, Wilhelm (1826–1916), deutscher Pastor, Dichter und Librettist
- Schöpffe, Alfred (1917–1992), deutscher Bildender Künstler und Kunstlehrer
- Schöpffer, Johann Joachim (1661–1719), deutscher Jurist und Professor der Rechte
- Schöpfleuthner, Anton (1845–1921), österreichischer r.k. Priester des Domkapitels zu St. Stephan und Mitglied des Wiener Gemeinderates
- Schöpflin, Alfons (1898–1970), deutscher Politiker (SPD)
- Schöpflin, Emil (1910–1999), deutscher Radrennfahrer
- Schöpflin, Georg (1869–1954), deutscher Politiker (SPD, SED), MdR, MdV
- Schöpflin, György (1939–2021), ungarischer Politiker (Fidesz), MdEP, Autor und Politologe
- Schöpflin, Johann Daniel (1694–1771), deutscher Historiograph, Professor in Straßburg
- Schöpflin, Karin (* 1956), deutsche evangelische Theologin
- Schöpflin, Martin (* 1962), deutscher Jurist
- Schöpflin, Wilhelm (1881–1952), deutscher Unternehmer und der Gründer des Versandhauses Schöpflin
- Schopflocher, Roberto (1923–2016), deutsch-argentinischer Schriftsteller
- Schopflocher, Siegfried (1877–1953), deutsch-kanadischer Bahai und Hand der Sache Gottes

### Schoph
- Schophaus, Michael (* 1956), deutscher Journalist und Buchautor

### Schopi
- Schopik, Uladsislau (* 2001), belarussischer Poolbillardspieler
- Schopin, Juri Walentinowitsch (* 1993), russischer Biathlet
- Schopis, Bernhard (1819–1880), deutscher Landrat und MdPrA

### Schopk
- Schöpke, Philipp (1921–1998), österreichischer Künstler

### Schopl
- Schopler, Eric (1927–2006), US-amerikanischer Psychologe

### Schopm
- Schopman, Janneke (* 1977), niederländische Hockeyspielerin
- Schopman-Klaver, Mien (1911–2018), niederländische Leichtathletin
- Schopmeyer, Bernhard (1900–1945), deutscher katholischer Funktionär und Politiker (Zentrum), Abgeordneter im Provinziallandtag von Hannover

### Schopo
- Schopohl, Eos (* 1953), deutsche Schauspielerin und Regisseurin
- Schopohl, Fritz (1879–1948), deutscher Architekt
- Schopow, Atanas (* 1951), bulgarischer Gewichtheber
- Schopow, Christo (* 1964), bulgarischer Filmschauspieler
- Schopow, Janko (* 1954), bulgarischer Ringer
- Schopow, Naum (1930–2012), bulgarischer Schauspieler

### Schopp
- Schöpp, Andrea (* 1965), deutsche Curlerin
- Schopp, Franz (* 1904), deutscher Fußballspieler und Fußballtrainer
- Schöpp, Günter († 2014), deutscher Unternehmer und Industrie- und Handelskammerpräsident
- Schöpp, Jie (* 1968), deutsche Tischtennisspielerin und -trainerin
- Schöpp, Johann (* 1911), rumänischer SS-Mann und im Nebenlager Feldafing des KZ Dachau eingesetzt
- Schöpp, Joseph Carl (* 1939), deutscher Amerikanist
- Schopp, Jürgen F. (* 1946), finnischer Sprach- und Übersetzungswissenschaftler
- Schöpp, Karl (1871–1961), deutscher Schauspieler bei Bühne und Film sowie Sänger und Theaterregisseur
- Schopp, Karl (1903–1970), deutscher Politiker (CDU)
- Schopp, Konstantin (* 2005), österreichischer FußballspielerKonstantin Schopp (* 2005)

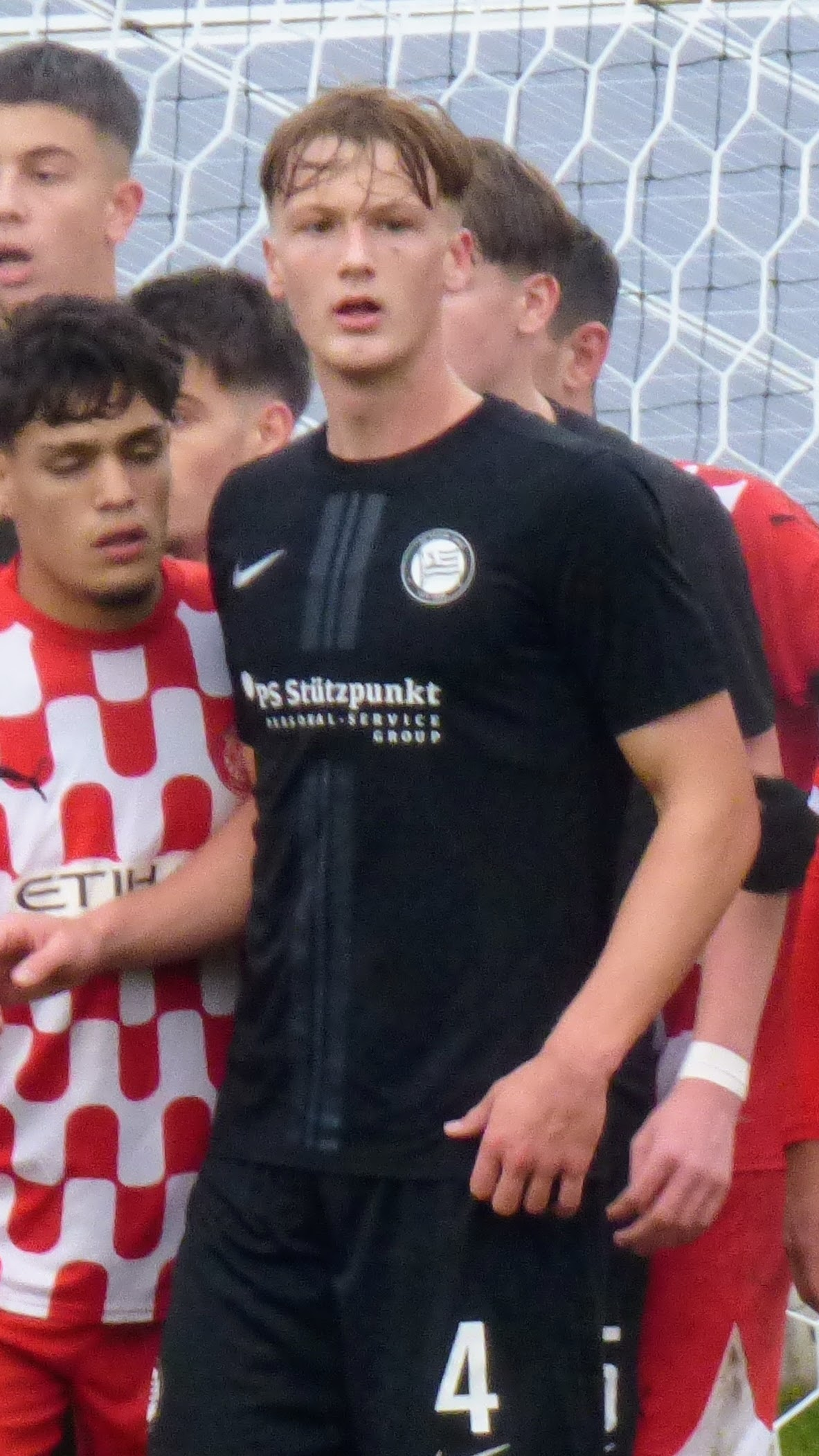
Konstantin Schopp (* 2005)

- Schopp, Markus (* 1974), österreichischer FußballspielerMarkus Schopp (* 1974)

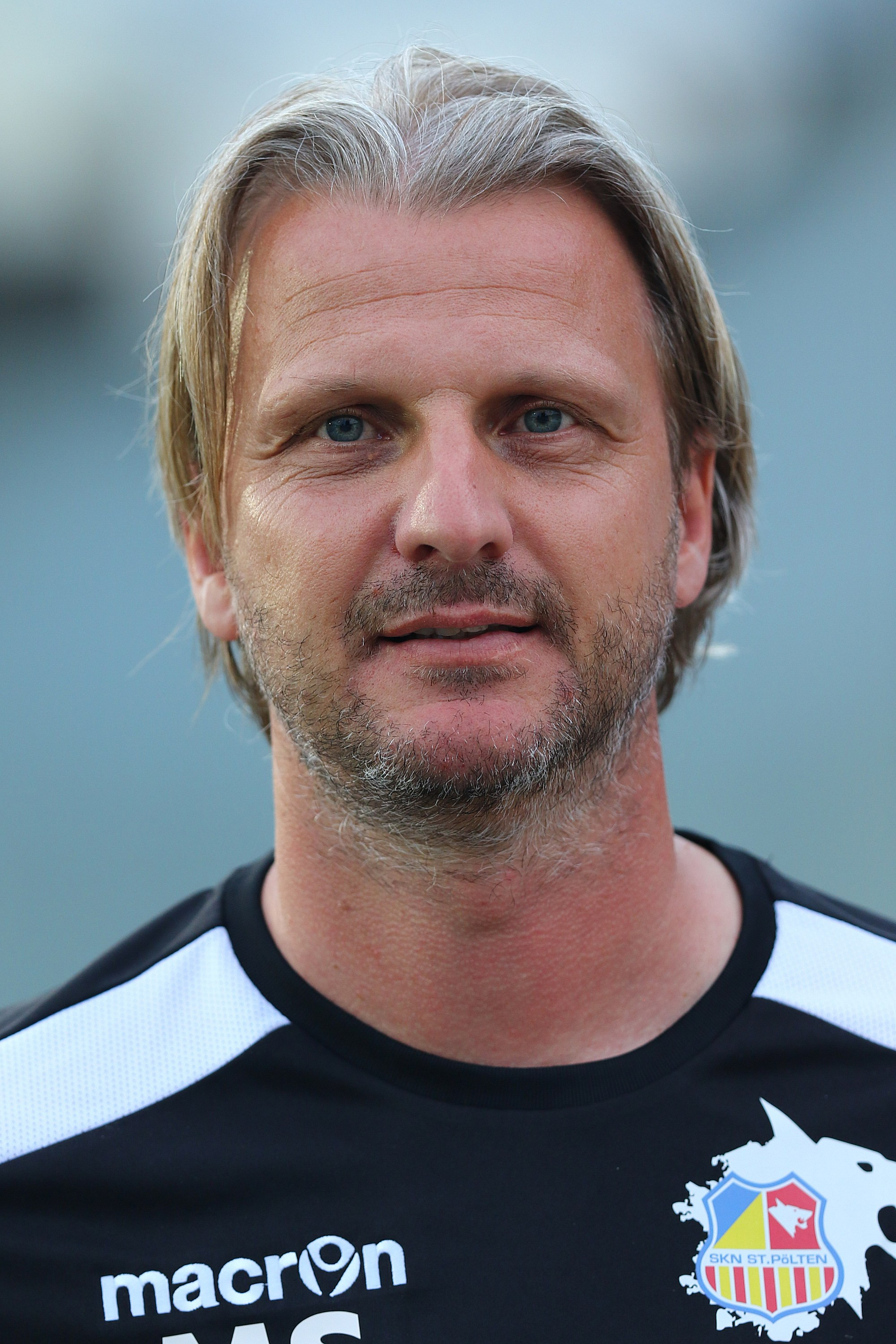
Markus Schopp (* 1974)

- Schopp, Roland (* 1962), deutscher Zauberkünstler
- Schopp, Werner (1939–2020), deutscher Fußballspieler
- Schöpp-Schilling, Hanna Beate (1940–2009), deutsche Frauenrechtlerin, Mitglied des UN-Ausschusses CEDAW
- Schoppa, Franz (1882–1956), polnischer Politiker (KVP)
- Schoppa, Helmut (1907–1980), deutscher Archäologe
- Schoppe, Amalie (1791–1858), deutsche Schriftstellerin
- Schoppe, Caspar (1576–1649), Philologe, Kontroverstheologe
- Schoppe, Dean (* 1956), US-amerikanischer Badmintonspieler
- Schoppe, Frank (* 1968), deutscher Handballspieler und -trainer
- Schöppe, Günter (* 1936), deutscher Ingenieur
- Schoppe, Heinz (* 1925), deutscher Fußballspieler
- Schoppe, Hermann (* 1937), deutscher Pädagoge und Politiker (CDU), MdL
- Schoppe, James L., Szenenbildner und Artdirector
- Schoppe, Julius (1795–1868), deutscher Porträt-, Landschafts-, Dekorations- und Historienmaler
- Schöppe, Karl (1851–1915), deutscher Stenograf, Zeitungsredakteur und Autor bzw
- Schöppe, Karl (1880–1939), böhmischer Politiker (DNP)
- Schöppe, Kathleen (* 1982), deutsche Gewichtheberin
- Schoppe, Martin (1936–1998), deutscher Musikwissenschaftler und Maler
- Schoppe, Max (1902–1976), deutscher Politiker (NSDAP), MdR
- Schoppe, Olivia (* 2001), deutsche Radrennfahrerin
- Schoppe, Siegfried (* 1944), deutscher Wirtschaftswissenschaftler und Hochschullehrer
- Schoppe, Thomas (* 1945), deutscher Gitarrist, Komponist und Sänger der Klaus Renft Combo
- Schoppe, Waltraud (* 1942), deutsche Politikerin (Bündnis 90/Die Grünen), MdBWaltraud Schoppe (* 1942)

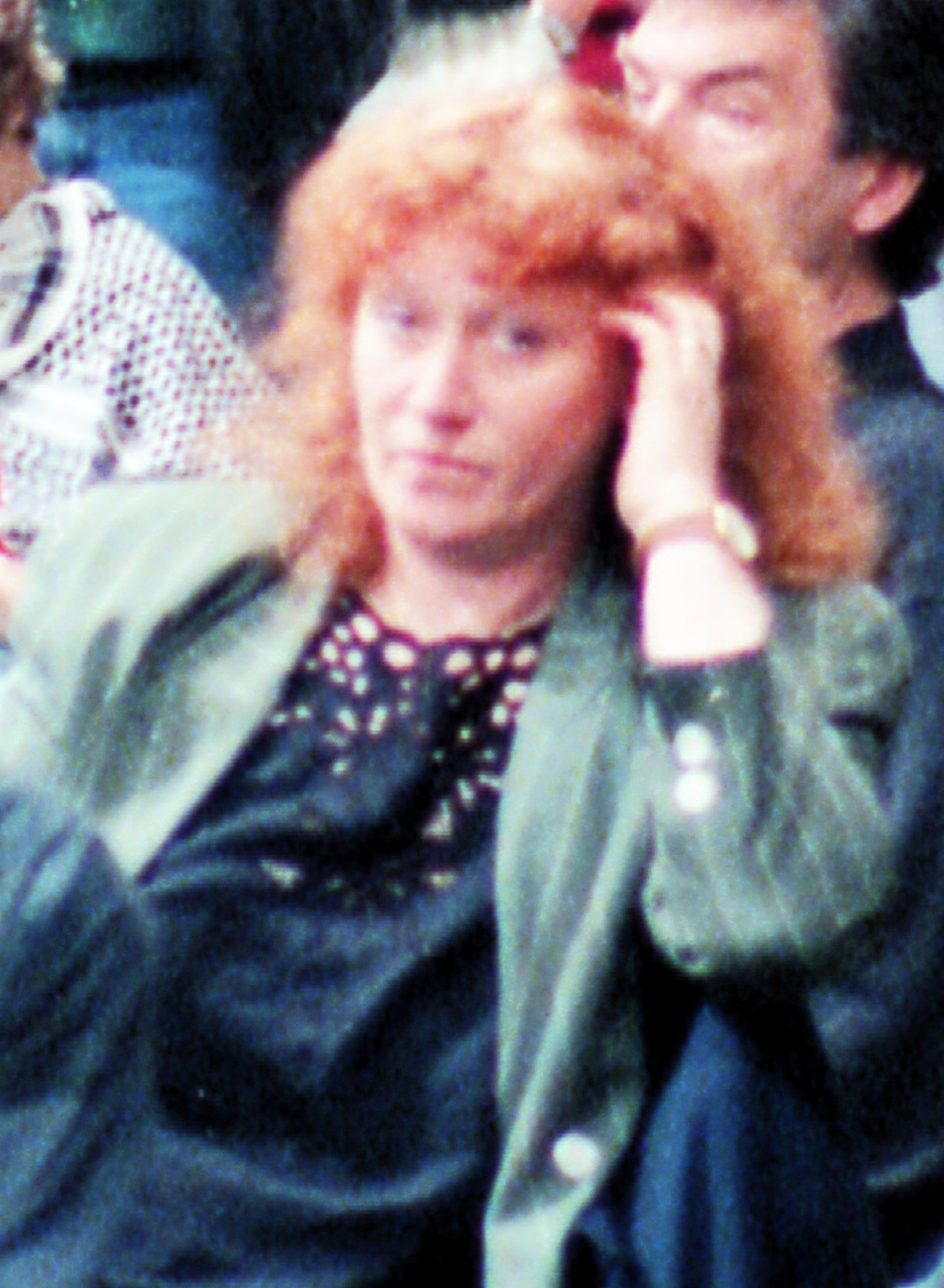
Waltraud Schoppe (* 1942)

- Schoppe, Werner (1934–2019), deutscher Fußballspieler
- Schoppe, Wolfgang (* 1941), deutscher Radsportfunktionär
- Schoppel, Manuel (* 1980), deutscher Fußballtorhüter
- Schoppelrey, Hermann (1876–1940), Steyler Missionar, Apostolischer Vikar von Sinyangchow, China
- Schoppen, Heinrich (1860–1933), deutscher Kommunalpolitiker
- Schoppenhauer, Clemens (* 1992), deutscher Fußballspieler
- Schopper, Alexander (* 1976), österreichischer Rechtswissenschaftler
- Schopper, Benedikt (* 1985), deutscher Eishockeyspieler
- Schopper, Carl (1846–1885), deutscher Unternehmer und Politiker
- Schopper, Christian Heinrich (1787–1864), deutscher Strumpfwarenverleger und Baumeister
- Schopper, Erich (1892–1978), deutscher Offizier, zuletzt Generalleutnant im Zweiten Weltkrieg
- Schopper, Erwin (1909–2009), deutscher Physiker
- Schopper, Franz (* 1964), deutscher Prähistoriker und Mittelalterarchäologe
- Schopper, Hanns (1900–1954), österreichischer Autor zur Zeit des Nationalsozialismus
- Schopper, Hartmann (* 1542), deutscher Dichter des Humanismus
- Schopper, Heinrich (1881–1952), österreichischer Architekt
- Schopper, Herwig (* 1924), deutscher Physiker
- Schopper, Jakob (1545–1616), lutherischer Theologe, Geistlicher und Hochschullehrer
- Schopper, Jürgen (1925–2008), deutscher Geophysiker
- Schopper, Michael (* 1942), deutscher Opernsänger (Bassbariton)
- Schöpper, Richard (* 1877), deutscher Verwaltungsjurist und Bezirksoberamtmann
- Schöpper, Rudolf (1922–2009), deutscher Karikaturist
- Schopper, Theresa (* 1961), deutsche Politikerin (Bündnis 90/Die Grünen)Theresa Schopper (* 1961)

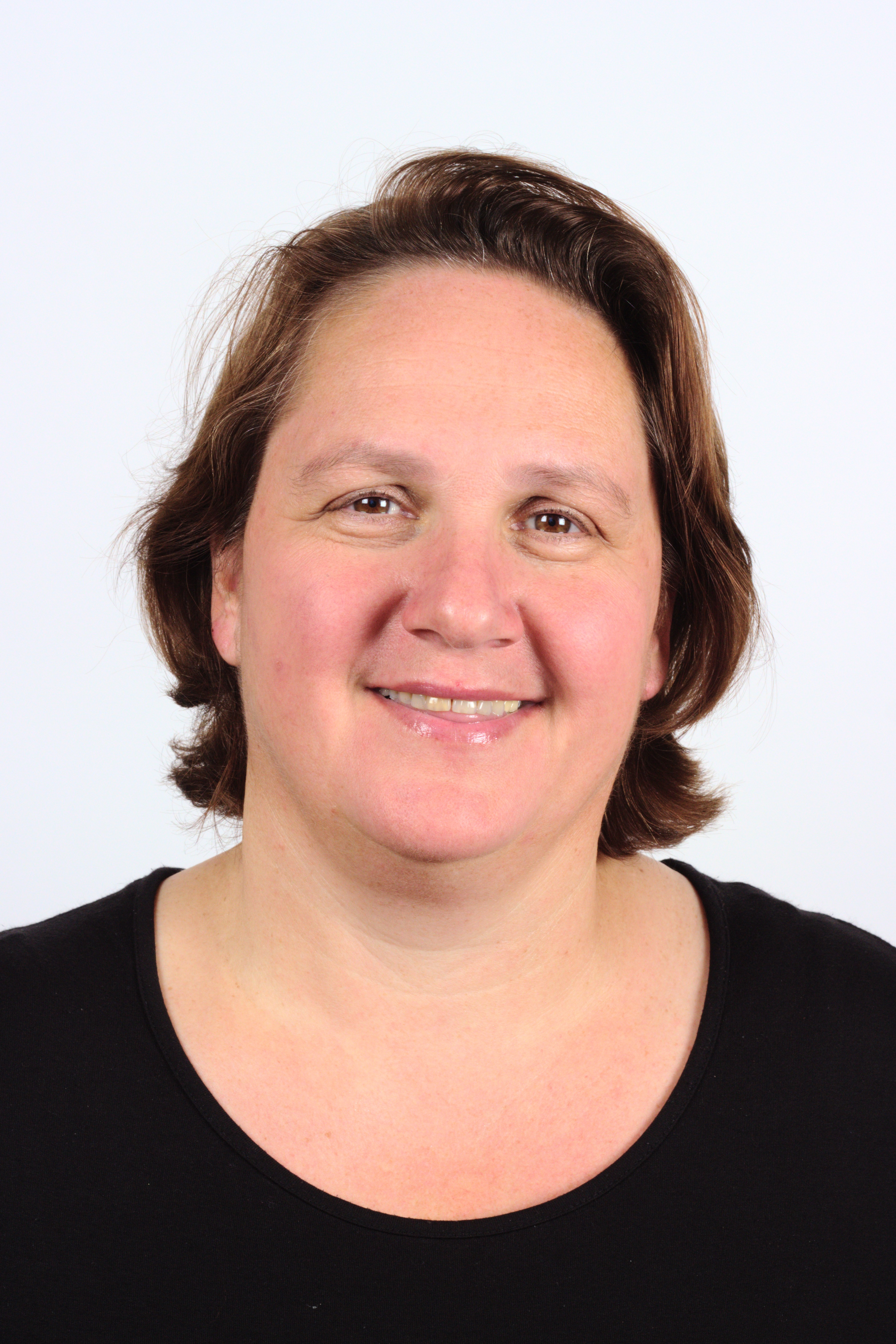
Theresa Schopper (* 1961)

- Schopper, Werner (1899–1984), deutscher Pathologe
- Schoppik, Christian (* 1965), deutscher Ministerialbeamter
- Schöpping, Wolfgang (1926–1983), deutscher Theologe und Autor, römisch-katholischer Geistlicher
- Schoppitsch, Kai (* 1980), österreichischer Fußballspieler
- Schoppitsch, Tristan (* 2006), österreichischer Fußballspieler
- Schoppius, Andreas († 1614), deutscher Lutherischer Theologe, Erbauungsschriftsteller und Chronist
- Schöppl, Andreas (* 1961), österreichischer Politiker (FPÖ), Landtagsabgeordneter
- Schöppl, Heinrich Ferdinand (1868–1924), österreichischer Offizier und Archivar
- Schöppl, Lisa (* 2000), deutsche Fußballspielerin
- Schöppler, Karl (1905–1978), deutscher Malermeister und Handwerksfunktionär
- Schoppmann, Claudia (* 1958), deutsche Historikerin
- Schoppmann, Edzard (* 1958), deutscher Regisseur, Schauspieler und Autor von Theaterstücken
- Schoppmann, Johann Jakob (1767–1840), deutscher Jurist und Politiker
- Schoppmann, Juliette (* 1980), deutsche Pop- und MusicalsängerinJuliette Schoppmann (* 1980)

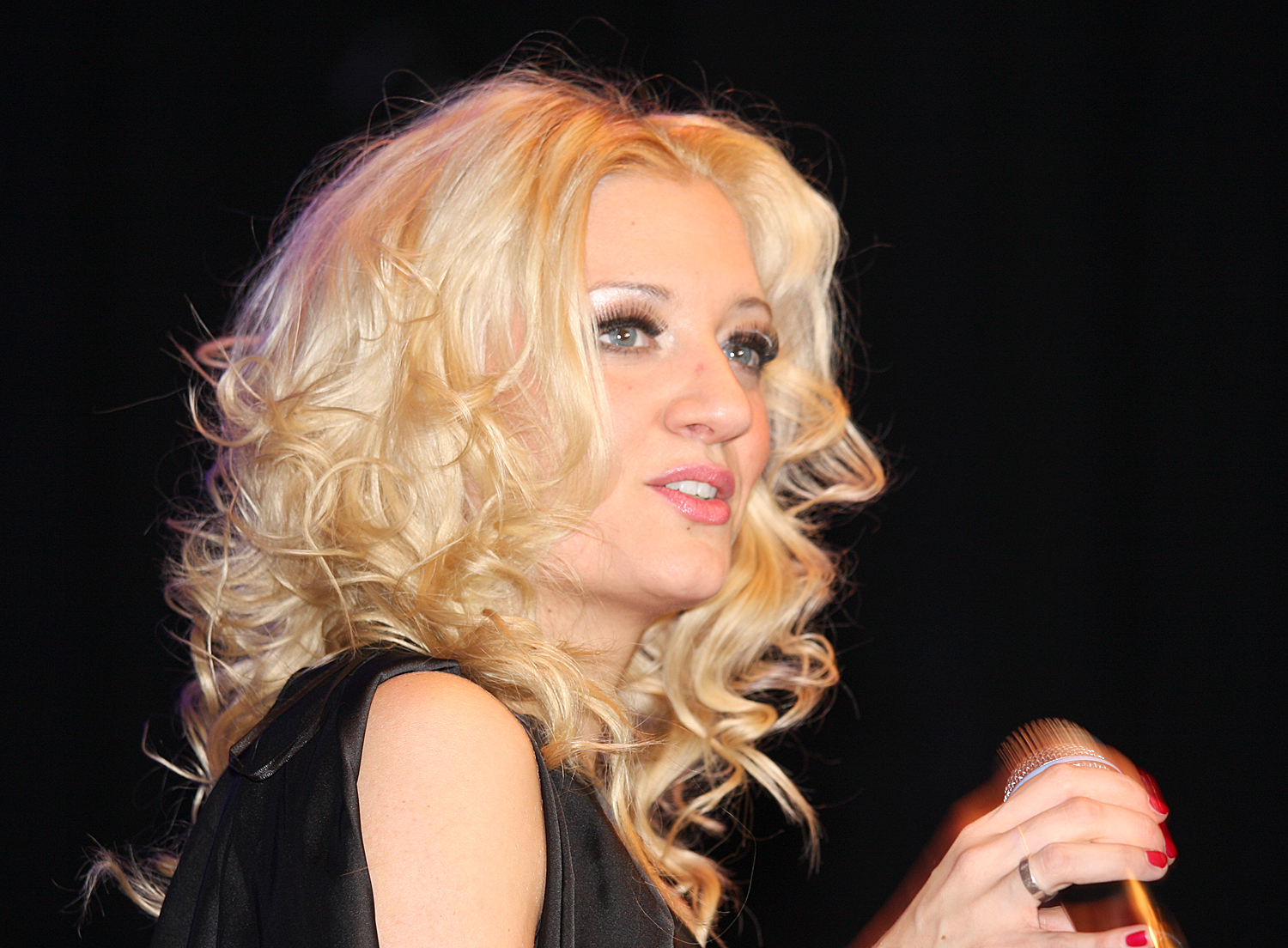
Juliette Schoppmann (* 1980)

- Schoppmeyer, Ansgar (1857–1922), deutscher Buchgestalter und Typograph
- Schoppmeyer, Heinrich (* 1935), deutscher Landeshistoriker
- Schoppmeyer, Heinrich (* 1966), deutscher Jurist
- Schöppner, Alexander (1820–1860), deutscher Pädagoge und Schriftsteller
- Schöppner, Erich (1932–2005), deutscher Boxer
- Schöppner, Jan (* 1999), deutscher Fußballspieler
- Schöppner, Klaus-Peter (* 1949), deutscher Meinungsforscher, Geschäftsführer der TNS Emnid
- Schopps, Fritz (1946–2022), deutscher Karnevalist und Büttenredner
- Schopps, Martin (* 1974), deutscher Karnevalist, Büttenredner und Moderator

### Schops
- Schöps, Burkhard (* 1955), deutscher Politiker (CDU), MdL
- Schöps, Gesine (* 1987), deutsche Fernsehjournalistin und -moderatorin
- Schöps, Jochen (* 1983), deutscher Volleyball-Nationalspieler
- Schops, Maarten (* 1976), belgischer Fußballspieler und -trainer
- Schöps, Michael (* 1957), deutscher Volleyballtrainer
- Schöps, Paul (1895–1986), deutscher Rauchwarenhändler, Autor und Verleger
- Schöps, Tatjana (* 1966), deutsche Filmeditorin
- Schöpsdau, Klaus (1940–2016), deutscher Altphilologe
- Schöpsdau, Walter (* 1940), evangelischer Theologe